# Ammophila hungarica
Ammophila hungarica är en biart som beskrevs av Alexander Mocsáry 1883.
Ammophila hungarica ingår i släktet Ammophila och familjen grävsteklar. Inga underarter finns listade i Catalogue of Life.